# 四氟化碲
四氟化碲，化学式为TeF4，常温下是稳定、易潮解的白色晶体，是碲的两种氟化物的一种，另一种是六氟化碲。之前被认为碲氟化物的Te2F10已被证实为F5TeOTeF5 。除上述三种化合物以外，还有其它包含有氟元素的碲化合物中，但仅有之前提到的两种化合物，仅仅包含碲和氟两种元素。而另外两种可能的碲氟化物，二氟化碲(TeF2)和氟化二碲(Te2F)则仍在研究中。

## 制备
四氟化碲可通过如下反应制备：
TeO2 + 2SF4 → TeF4 + 2SOF2
除此之外，还可以通过在0°C下将碲单质与硝酰氟反应，或在80 °C下将四氟化硒和二氧化碲反应来制备。

其它制备方法还有，用氮气保护的氟气与TeCl2或TeBr2反应，以及用PbF2氟化碲单质制得。

## 化学活性
四氟化碲易与水或二氧化硅反应并生成碲氧化物。185 °C下，四氟化碲会与铜、银、金或镍反应。不与铂反应。在SbF5中可溶，并生成络合物TeF4SbF5。

## 性质

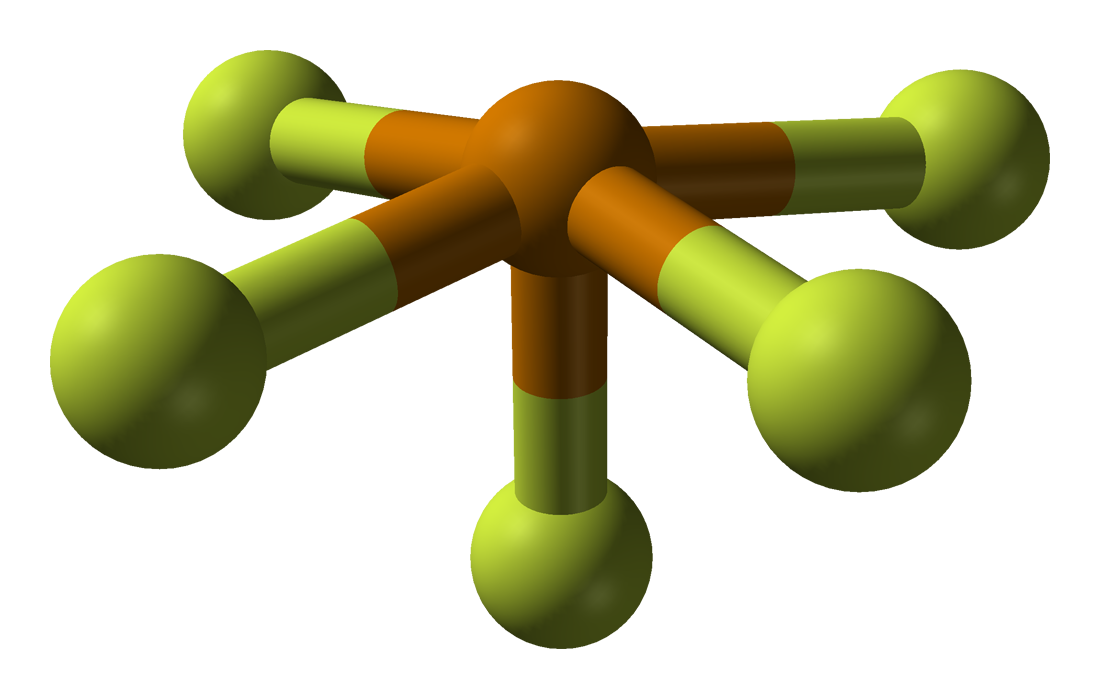
以碲原子为中心的分子结构

四氟化碲在130 °C下熔化，在194 °C下分解成六氟化碲。固态下，它由无限长的八面体结构的TeF3F2/2长链组成。